# Caja Laboral

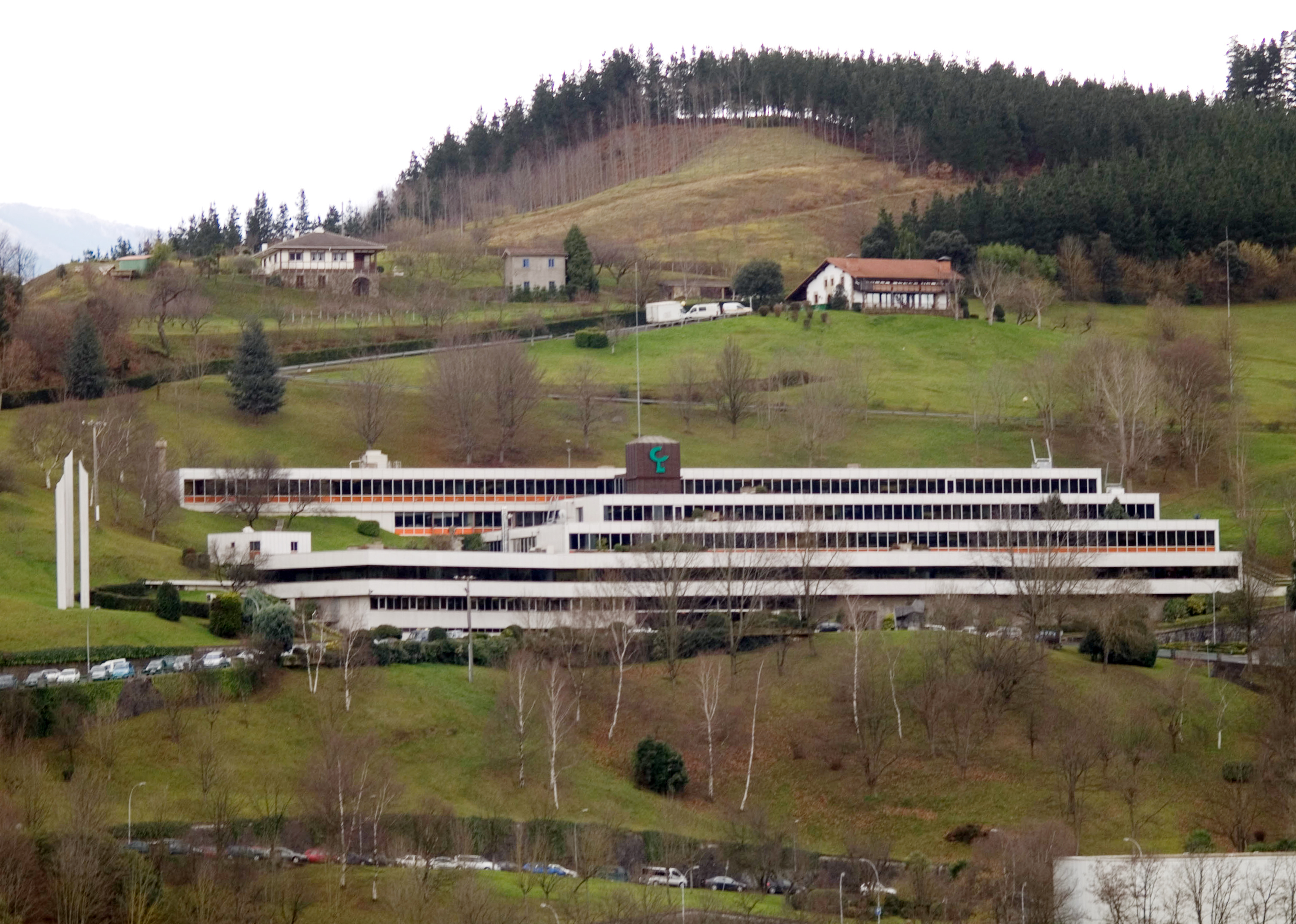
Hauptsitz der Genossenschaftsbank in Arrasate

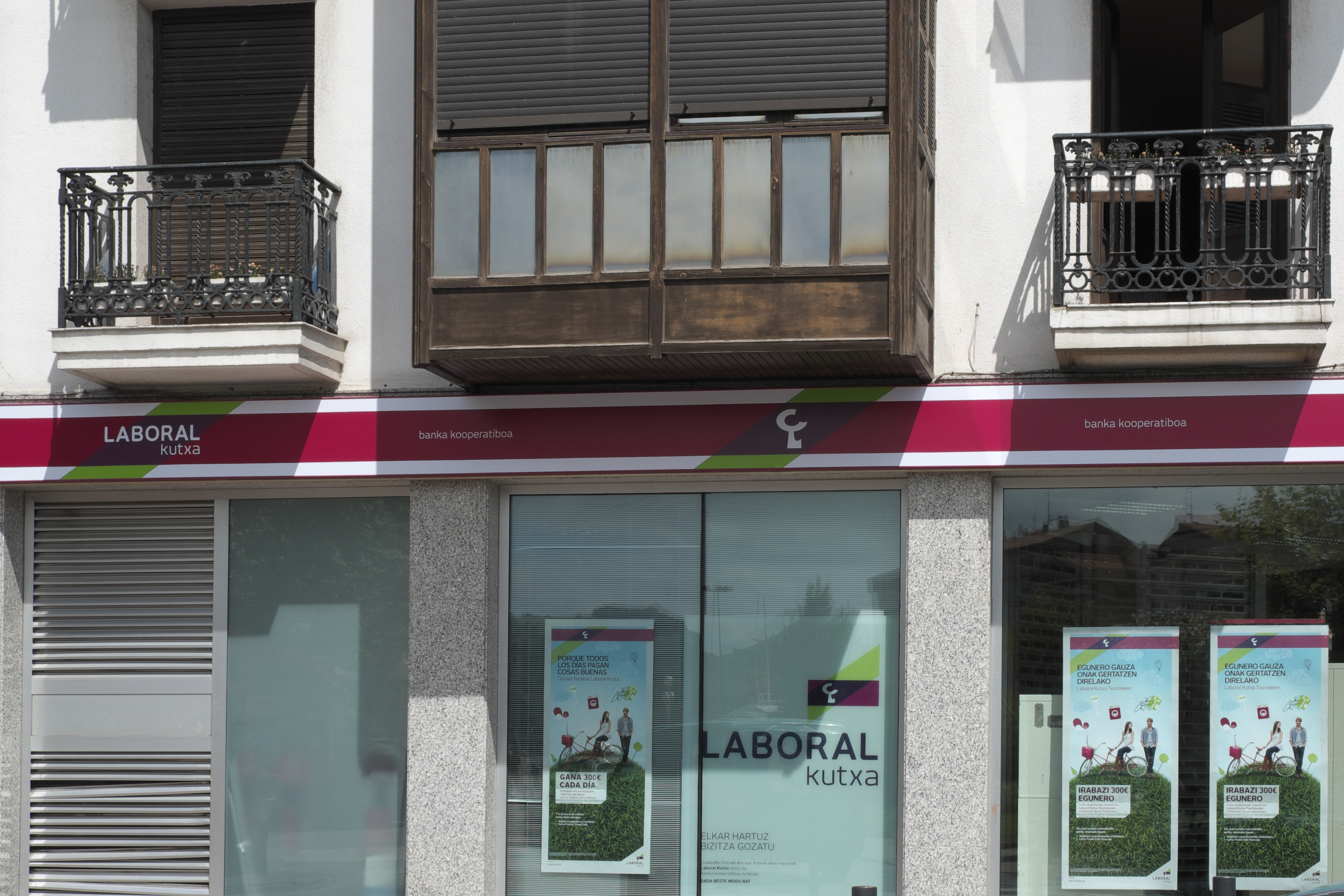
Filiale der Caja Laboral in Zumaia

Die Caja Laboral (vollständiger Name Caja Laboral Popular Sociedad Cooperativa de Crédito) war eine spanische Kreditgenossenschaft mit Hauptsitz in Arrasate, einer Stadt im Baskenland.
Die Bank wurde 1959 auf Anregung des katholischen Priesters José María Arizmendiarrieta gegründet, um die Genossenschaftsbewegung im Baskenland zu unterstützen. Die Kreditgenossenschaft gehörte zur weltgrößten Genossenschaft Mondragon Corporation, die heute als weltweit agierender Konzern aufgestellt ist. Zum 1. November 2012 fusionierte die Caja Laboral mit der Kreditgenossenschaft Ipar Kutxa (Ipar Kutxa Rural Sociedad Cooperativa de Crédito) zur Caja Laboral Ipar Kutxa, die zum 1. März 2023 in Laboral Kutxa umbenannt wurde.

## Unternehmenskennzahlen
Die Bilanzsumme belief sich im Jahr 2009 auf 20,9 Mrd. Euro. Die Caja Laboral besaß 2009 404 Filialen in Nord- und Zentralspanien mit knapp über 2400 Mitarbeitern.